# II. Hudzsefa
II. Hudzsefa az ókori Egyiptom III. dinasztia korabeli, az i. e. 28–27. század fordulója körül uralkodó királya. 

## Uralkodása
Csak a torinói királylistán szerepel ebben a formában, de ott is sérült, az eleje olvashatatlan, a II. dinasztiabeli I. Hudzsefa alapján rekonstruálták a nevet. E forrás szerint hat évig uralkodott. Az abüdoszi királylista megfelelő helyén, Szehemhet utódjaként a Szedzsesz név olvasható. Szehemhet utódja viszont nagy valószínűséggel Haba volt, ezért talán azonosítható a két név és a Hudzsefa ezek közül az uralkodói név, a Haba pedig a Hór-név. A Haba név általában szerehben jelenik meg, a kártus pedig épp ebben az időszakban alakult ki állandó szimbólumként. A XIX. dinasztia írnoka valószínűleg nem volt képes azonosítani néhány ősi jelet, ezért rekonstruálta azt másképp. Mások szerint Haba Hunival azonos.

## Fordítás
- Ez a szócikk részben vagy egészben  a   Khaba című angol Wikipédia-szócikk ezen változatának fordításán alapul.  Az eredeti cikk szerkesztőit annak laptörténete sorolja fel. Ez a jelzés csupán a megfogalmazás eredetét és a szerzői jogokat jelzi, nem szolgál a cikkben szereplő információk forrásmegjelöléseként.
- Ez a szócikk részben vagy egészben  a   Hudjefa II. című német Wikipédia-szócikk ezen változatának fordításán alapul.  Az eredeti cikk szerkesztőit annak laptörténete sorolja fel. Ez a jelzés csupán a megfogalmazás eredetét és a szerzői jogokat jelzi, nem szolgál a cikkben szereplő információk forrásmegjelöléseként.

| Előző uralkodó: Szehemhet? Nebka? Haba? | Egyiptom uralkodója i. e. 28–27. század III. dinasztia | Következő uralkodó: Haba? II. Noferkaré Huni? |